# Rudna Mała (województwo dolnośląskie)
Rudna Mała (niem. Klein Räudchen) – wieś w Polsce położona w województwie dolnośląskim, w powiecie górowskim, w gminie Wąsosz.

## Podział administracyjny
W latach 1975–1998 miejscowość położona była w województwie leszczyńskim.

## Zabytki
Do wojewódzkiego rejestru zabytków wpisany jest obiekt:
- pałac, z XX wieku